# Myrtle Creek
Myrtle Creek is een plaats (city) in de Amerikaanse staat Oregon, en valt bestuurlijk gezien onder Douglas County.

## Demografie
Bij de volkstelling in 2000 werd het aantal inwoners vastgesteld op 3419. In 2006 is het aantal inwoners door het United States Census Bureau geschat op 3539, een stijging van 120 (3,5%).

## Geografie
Volgens het United States Census Bureau beslaat de plaats een oppervlakte van 4,5 km², geheel bestaande uit land. Myrtle Creek ligt op ongeveer 207 m boven zeeniveau.

## Plaatsen in de nabije omgeving
De onderstaande figuur toont nabijgelegen plaatsen in een straal van 16 km rond Myrtle Creek.